# Neocolours
Los Neocolours es una banda musical de Filipinas, formado en 1988 en Manila. Los Miembros o fundadores de la banda fueron Jimmy Antiporda (teclados), Ito Rapadas (vocalista), Marvin Querido (2 teclados), Josel Jiménez (guitarra), Paku Herrera (bajo) y Niño Regalado (batería). En ese momento, el género de la música pop en las Filipinas estaba dominado solo por cantantes y solistas. Neocolours aportó en la música pop el vacío con el lanzamiento de su primer álbum, "Making It" en 1989. El mencionado álbum platino alcanzó ventas, como el mejor generó de zumbido en la industria musical y ha con el apoyo de marcar el comienzo de una nueva era industrial de la grabación, que hasta la fecha se conoce como la banda de los principios de los 90. Sus canciones han utilizado en diversos anuncios publicitarios, el cine y la televisión en determinados temas. 

## Discografía

### Álbumes
- Trabajo (1989)
- Tuloy Pa Rin (1990)
- Y la Verdad Consecuencia (1992)
- Emerge: Lo Mejor de Neocolours (1999)

### Singles
- Tuloy Pa Rin
- Quizás
- Kasalanan ko ba
- Espere
- Bahala Na
- Usted nunca mueren

- Datos: Q9049361